# Neptunus
Denna artikel handlar om planeten Neptunus. För andra betydelser, se Neptunus (olika betydelser).
Neptunus (symbol: ♆) är den åttonde planeten från solen. Neptunus är en så kallad gasjätte, och har fått sitt namn efter havsguden Neptunus i romersk mytologi. Den 24 augusti 2006, då  Internationella astronomiska unionen beslutade att Pluto inte längre var en planet, blev Neptunus den yttersta planeten i solsystemet. Neptunus var dock den yttersta planeten i solsystemet även mellan åren 1979 och 1999, eftersom Pluto då låg närmare solen än Neptunus.
Neptunus är mycket lik Uranus, både i fråga om atmosfär och i fråga om kemisk sammansättning – båda består huvudsakligen av väte, helium och metan. Neptunus tar emot mindre än hälften så mycket solljus som Uranus, men den värme som härstammar från dess inre gör Neptunus något varmare än Uranus.
Trots att Neptunus ligger längre bort från solen än vad Uranus gör har den en mycket livligare atmosfär. Den mest bekanta  egenskapen hos Neptunus torde ha varit den stora mörka fläcken. Den hade en diameter på cirka 16 000 kilometer och är numera borta. Den påminde till form och läge om Jupiters stora röda fläck. Neptunus rotationsaxel lutar 28,32 grader, något mer än jordens (23,44 grader).
Avståndet mellan jorden och Neptunus är cirka 4,4 miljarder kilometer. För Voyager 2 tog resan 12 år.

## Neptunus uppkomst
Neptunus och de övriga gasjättarna har sannolikt bildats på ett annat sätt än det inre solsystemet och det finns olika teorier om uppkomsten. I likhet med alla de andra planeterna bildades Neptunus av rester från det gasmoln och det rymdstoft som gav upphov till solen.
Det finns sedan två olika huvudteorier om hur gasjättarna bildades. Den ena är att partiklar av is och stoft kolliderade och slogs ihop till de yttre planeternas fasta kärnor, som sedan drog till sig gaser genom sin tyngdkraft. Den andra är att den skiva av rymdgrus som omgav den unga solen sprack upp i mindre klot av gas och stoft som sedan drogs samman till planeter. Under miljontals år kolliderade fasta partiklar med varandra och byggde därigenom upp de stora ansamlingar av sten och metall som kallas planetesimaler. De blev efterhand tillräckligt stora för att deras egen tyngdkraft skulle dra till sig mer materia. Ibland kolliderade de och slogs ihop med varandra. Orsaken till att Neptunus är mindre än de inre gasjättarna kan vara att det fanns mindre materia i de yttre delarna av det nybildade solsystemet.

## Omloppsbana

Neptunus omloppsbana markerad med rött.

Neptunus omloppstid är mycket lång eftersom planeten befinner sig så långt bort från solen, cirka trettio astronomiska enheter. Det tar planeten 165 år att fullfölja ett varv runt solen. Neptunus återvände den 11 juli 2011 till det ställe i sin omloppsbana den var då den upptäcktes 1846, och kommer att återvända dit nästa gång år 2176.
Forskare har iakttagit att Neptunus omloppsbana avviker från den förväntade, och antagit att det beror på att banan påverkas av gravitationskraften från ett föremål utanför Neptunus bana. När man hittade Pluto antog man att det var den som störde Neptunus bana, men Pluto har för liten massa för att ha någon större inverkan på Neptunus. Man antog då att det var en stor planet utanför Plutos bana som påverkade banan. Nu tror man dock snarare att det är flera föremål som påverkar Neptunus bana, såsom Sedna.

## Fysiska egenskaper
Neptunus är precis som Jupiter, Saturnus och Uranus en gasjätte. Den är något mindre än Uranus men väger mer, vilket gör den till den kompaktaste av gasplaneterna. Man tror att Neptunus har en kärna som består av kisel, järn och andra tunga grundämnen. Runt kärnan finns det en mantel av flytande metan, ammoniak och vatten. Beräkningar visar att kärnan har en temperatur på cirka 7 000 grader Celsius, det vill säga varmare än solens yta.

### Inre struktur

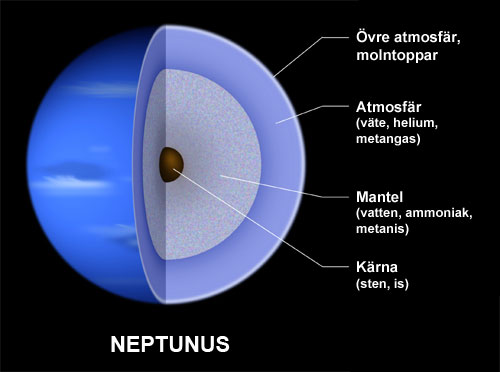
Neptunus inre struktur

Neptunus ser ut att nästan enbart bestå av ett ytligt lager bestående av väte, helium och ammoniak; djupare under molnen, ungefär 8 000 kilometer från planetens synliga yta, ligger manteln, bestående av is, ammoniak och metan.
I detta lager ligger temperaturen fast på omkring åttio kelvin, trycket här ligger på ungefär en atmosfär. Det ser också ut som att manteln är Neptunus magnetfälts centrum. Under manteln finns ett tunt lager väte och helium, temperaturen i denna region är ungefär 250 kelvin, och det atmosfäriska trycket ligger på höga 200 000 atmosfärer.
Planetens kärna har en diameter på ungefär 7 500 kilometer som är rik på järn och andra mineral. Kärnans temperatur ligger på omkring samma som solens fotosfär, alltså omkring 6 500–7 000 kelvin. Det finns teorier om att värmen kan komma ifrån radioaktivt sönderfall i kärnan, andra tror att det är de olika metallerna som interagerar med varandra, likt det som händer i Saturnus. Trycket i kärnan ligger på omkring 6 miljoner atmosfärer.

### Atmosfär
Den neptuniska atmosfären är till färgen blå, men annars är det lite som skiljer den ifrån Uranus atmosfär. I höjd med ekvatorn är det möjligt att observera band och parallella band som korsar dem. Neptunus är mycket aktivare än Uranus. Bland annat upptäckte Voyager 2 under sin förbifärd den mörka fläcken, som hade en diameter på över 10 000 kilometer. Senare observationer gjorda av Hubbleteleskopet visade att denna fläck hade försvunnit, så av detta fenomen drar man slutsatsen att Neptunus atmosfär är mycket dynamisk och förändringsbenägen.

#### Sammansättning

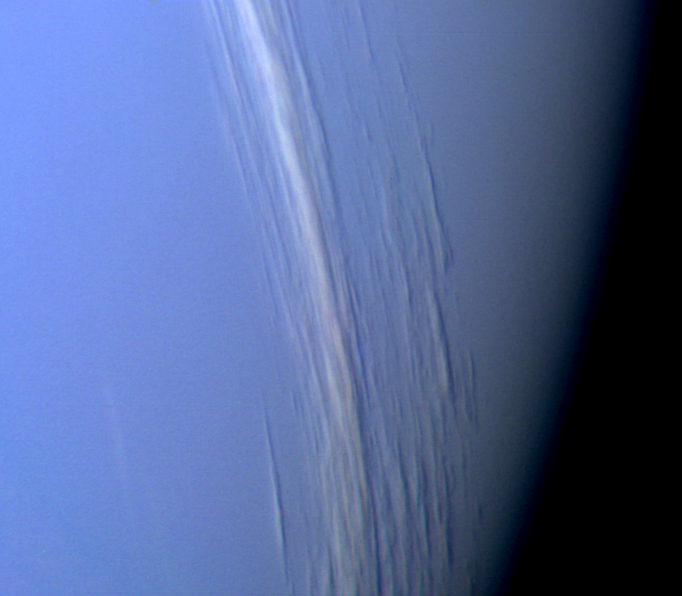
Voyager 2 fotograferade för första gången molnskuggor på en annan planet.

Atmosfären består huvudsakligen av cirka åttio procent väte, arton procent helium och två procent metan. I likhet med Uranus är det metanet som ger planeten dess färg, genom att absorbera rött ljus. Den värme som Neptunus mottar från solen är inte tillräckligt för att driva dess vädersystem, så man tror att värmen kan komma från någon inre värmekälla, och detta skulle då utlösa storskaliga atmosfärsförändringar.
Eftersom Voyager 2 fotograferade moln som kastade skuggor på en lägre molnnivå, lyckades forskare att visuellt mäta höjdskillnaderna mellan de övre och de undre molnnivåerna. Neptunus atmosfär är en av de kallaste platserna i solsystemet och temperaturen i molntopparna kan vara så låg som sjuttio kelvin (-200 °C).

#### Vindarna
Neptunus atmosfär har solsystemets starkaste vindar, med styrkor på minst 2 100 kilometer i timmen. Vindarna på Neptunus har även andra egenskaper jämfört med andra planeter. Forskarna har mycket svårt att bestämma vart vindarna blåser i närheten av de mörka fläckarna. Att det blåser kraftigt på hela planeten är visserligen inte så märkligt, men att vindarna blåser åt väster är desto egendomligare. På Jupiter, Saturnus och Uranus blåser det åt öster, men på Neptunus rör sig vindarna mot planetens rotation. Vid närmare observationer av planeten drogs slutsatsen att vindarnas höga hastigheter kunde bero på avsaknaden av värme. I en varm atmosfär bildas mycket turbulens som kan hjälpa till att bromsa vindarna. Detta faktum anser forskarna kan förklara Neptunus höga vindhastigheter.

#### Stora mörka fläcken

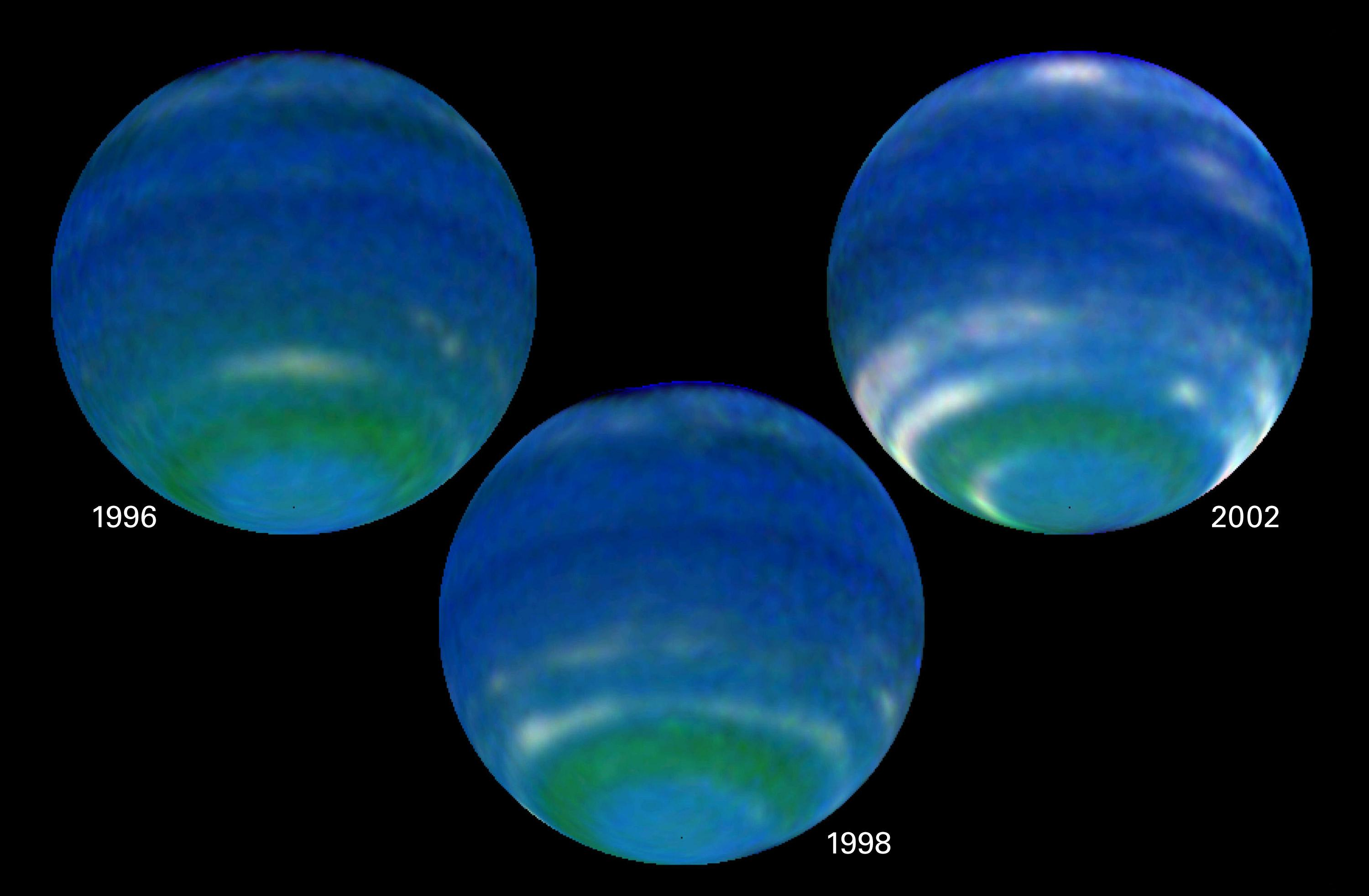
Ökandet av albedon och antalet molnformationer observerade på Neptunus södra hemisfär av Hubbleteleskopet mellan åren 1996-2002.

Den 27 augusti 1989 passerade rymdsonden Voyager 2 Neptunus, den enda sond som varit där. Voyager 2 upptäckte en mörk fläck på planetens södra hemisfär tillsammans med en mindre mörk fläck och ett oregelbundet vitt moln, kallat scooter. Den stora fläcken är ungefär hälften så stor som Jupiters röda fläck. Den består, som på Jupiter, av enorma orkaner. Man har konstaterat att det blåser 600 meter i sekunden vid den mörka fläcken. År 1994 riktades Hubbleteleskopet mot Neptunus, och man upptäckte att den mörka fläcken man observerat fem år tidigare hade försvunnit. Man hittade dock en ny mörk fläck på planetens norra hemisfär. Det betyder att Neptunus atmosfär förändras snabbt.

#### Årstidsväxlingar
Om man jämför de observationer som genomfördes mellan 1996 och 2002 har man kunnat hitta en liten diskret ökning av planetens totala albedo, kring fem–tio procent. Detta fenomen kan förklaras av en stor ökningen av reflektivitet i några av de tunna banden, där albedo har fördubblats. Detta kan troligtvis vara kopplade med årstidsväxlingarna.
Årtidsväxlingarna på Neptunus tar ungefär 165 gånger så långt tid som de på jorden, och den maximala variationen av solljus är mer än 900 gånger så stor som jordens. En enkel modell baserad på årstidsålderna visar att ökningen och minskningen hänger ihop med att albedon ökar. Neptunus når sin maximala ljushet ungefär femton år efter varje sommarsolstånd, vilket betyder att nästa maximala värde kommer att inträffa någon gång runt 2025.

### Magnetfält
Neptunus har ett magnetfält som liknar Uranus i dess magnetosfär. Liksom för Uranus lutar magnetfältet starkt mot rotationsaxeln (41°). Man antar därför att den extrema riktningen av dessa magnetfält beror på flöden i planeternas inre och inte på Uranus stora axellutning, vilket man tidigare antog.

## Neptunus ringar

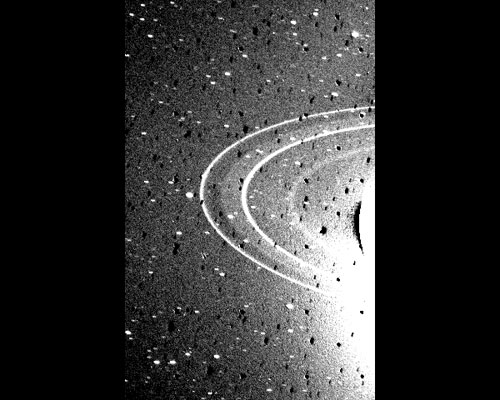
Neptunus ringar, sedda ifrån Voyager 2

Neptunus har, som de andra gasjättarna, ringar. Jordbaserade observationer visade endast ringarna som bågar, medan Voyager 2 visade hela och slutna ringar. Ringarna är mycket mörka och består troligen av stendamm. En av de totalt sex ringarna visade sig ha en egendomlig vriden struktur.
Bevis för att ringarna var inkompletta kom först i mitten av 1980-talet, då stjärnockultationer emellanåt visade en extra blinkning just innan eller efter det att planeten ockulerade stjärnan. Bilder tagna 1989 av Voyager 2 bevisade detta, i och med att man fann ett ringsystem med flera svaga ringar. Den yttersta ringen, Adamringen, innehåller tre permanenta ekrar, som sedermera har fått namnen Liberté, Egalité, och Fraternité (Frihet, Jämlikhet och Broderskap).  Existensen av ekrarna har varit svår att förklara eftersom de enligt mekanikens lagar ganska snabbt borde upplösas till en homogen ring. Man antar att det är gravitationskraften från Galatea, en måne som ligger precis vid ringarna, som upprätthåller ekerstrukturen.
Flera andra ringar upptäcktes av Voyagers kamera. Till den tunna Adamringen som ligger 63 000 kilometer från Neptunus centrum, kommer Leverrierringen och den tunnare Galleringen som ligger 53 000 kilometer respektive 42 000 kilometer från planetens centrum. En ljussvagare utbuktning utåt från Leverrierringen har fått namnet Lassellringen. Den ligger i de yttre delarna av Aragoringen vid 57 000 kilometer.
Jordbaserade observationer som genomfördes 2002 och 2003 visar att Neptunus ringar inte alls är så stabila som man tidigare trott. I synnerhet gäller detta Libertéringen som kanske kommer att försvinna inom en så kort tidsrymd som ett decennium. De nya observationerna ifrågasätter mycket av tidigare slutsatser av ringarnas strukturmekanismer och livscykler. De mekanismer som upplöser ringarna är just nu uppenbarligen mycket starkare än de som skapar dem.

## Neptunus månar
Neptunus har 14 bekräftade månar. Den största är Triton.

### Inre månarna

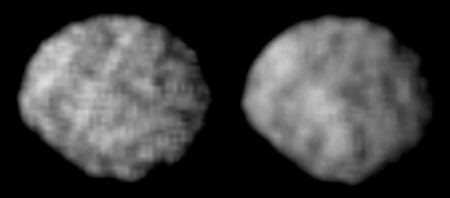
Två vyer av Larissa, den näst största av de inre månarna

Neptunus har sex inre månar, Naiad, Thalassa, Despina, Galatea, Larissa och Proteus. Alla dessa månar är små i jämförelse med Triton. Det är troligast att dessa inre månar inte formades tillsammans med Neptunus. De blev istället skapade från det utkastade material från en stor kollision mellan Triton och någon annan stor himlakropp. Den bana som Triton infångades i skulle ha varit mycket excentrisk. Detta orsakade stora störningar i de inre månarnas omloppsbanorna, vilket gjorde att månarna började kollidera med varandra och bli buckliga. Först när Tritons bana blev cirkulär kunde de månar vi idag kan se från jorden skapas.

### Triton

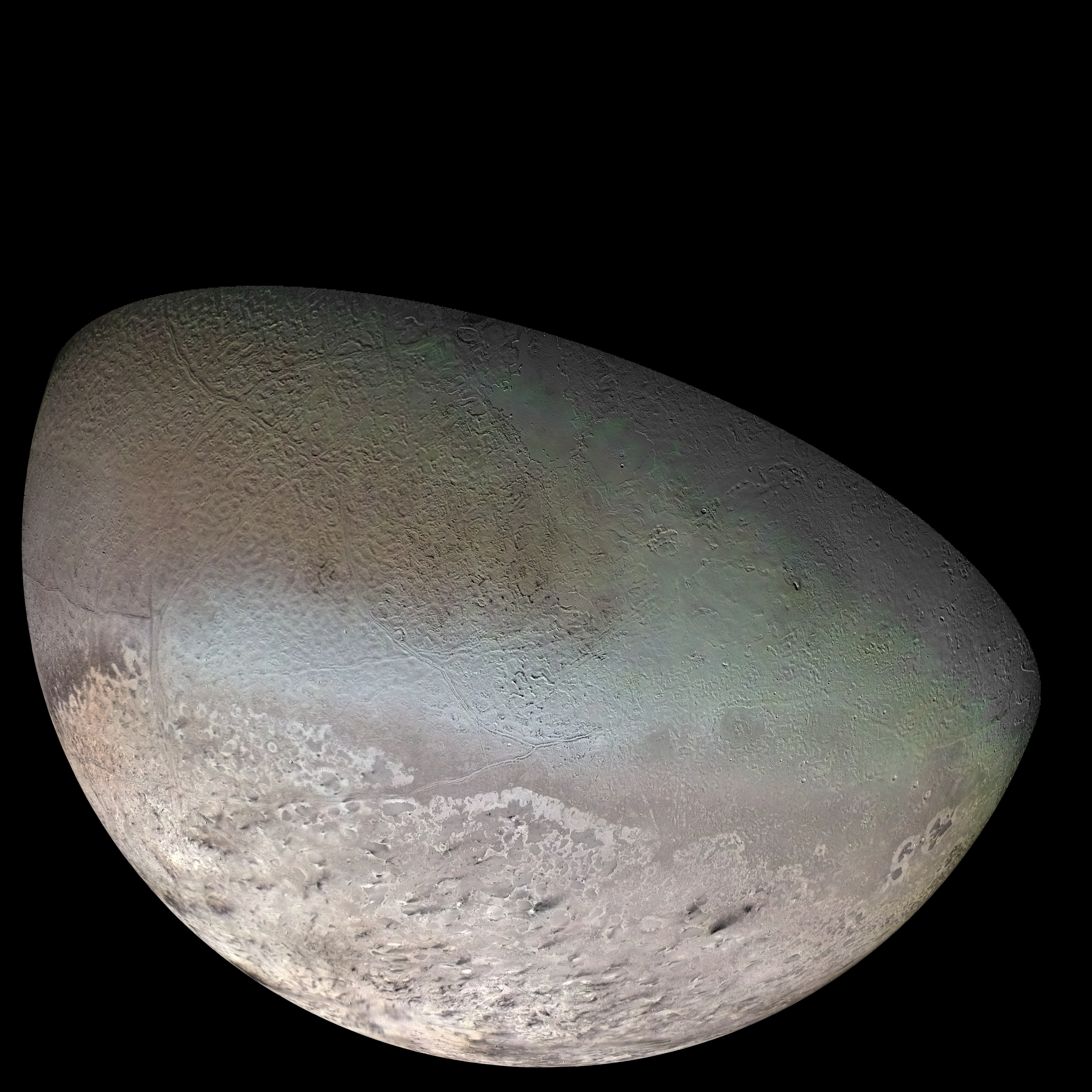
Triton

Triton är den enda stora måne som kretsar kring Neptunus samt är den sjunde av Neptunus satelliter. Den upptäcktes 1846 av William Lassell bara några veckor efter det att Neptunus upptäcktes. Man kan bara se ett fåtal kratrar, vilket bevisar att ytan är relativt ung. Nästan hela den södra hemisfären är täckt av fruset kväve och metan. Det finns vidsträckta bergskammar och dalar i komplexa mönster över hela Tritons yta. Dessa är troligen ett resultat av nedfrysnings- och upptiningscykler. De intressantaste och totalt oväntade formationerna i denna ovanligt intressanta värld är isvulkanerna. Det eruptiva materialet är antagligen flytande kväve, rymdstoft, eller metanföreningar underifrån ytan.
Triton går i en spiralbana runt Neptunus och kommer allt närmare för varje rotation. Man tror att den i framtiden kommer att slitas sönder av gravitationstrycket från Neptunus och bilda nya, mindre månar eller ringar liknande de runt Saturnus.

### Yttre månarna
Under åren 2002 och 2003 upptäcktes fem nya små månar, med en uppskattad diameter på 30–60 kilometer, med hjälp av jordbaserade teleskop. Dessa månar är oregelbundet formade och har en mycket excentrisk bana som lutar mycket mot Neptunus ekvator; dessa månar kretsar också i retrograd riktning. Deras medelavstånd från Neptunus ligger mellan 15 miljoner och 48 miljoner kilometer, alltså utanför Nereids omloppsbana.
Simuleringsförsök visar att det vid en av dessa månar, Hippocamp, finns en överhängande risk för kollision med Nereid under dess livslängd i detta system. Alla dessa månar ser ut att vara gråfärgade.

## Upptäckt och utforskande

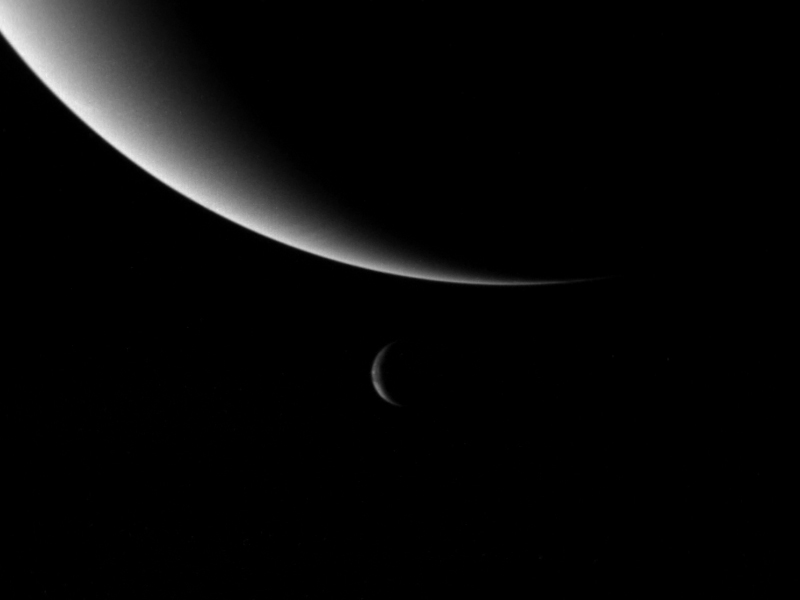
Voyager 2 lämnar Neptunus

Den förste att observera Neptunus var Galileo Galilei, som såg planeten vid två olika tillfällen i sin hemmagjorda kikare. Dock misstog han båda gångerna planeten för en stjärna. Redan innan man hade hittat Neptunus visste man att den fanns där, eftersom planeten Uranus omloppsbana runt solen inte följde de keplerska lagarna. Många vetenskapsmän ansåg därför att det fanns ytterligare en planet som påverkar Uranus med sin gravitation. På det viset beräknade två matematiker (John Couch Adams och Urbain Le Verrier) positionen för den okända planeten. Under några månader studerade de kända planeternas banor för att få fram den nya planetens position. Med beräkningen som hjälp hittade Johann Gottfried Galle vid Berlins observatorium 1846 planeten Neptunus.
Triton, Neptunus största måne, upptäcktes av William Lassell med hjälp av en 600 millimeters reflektor, endast 17 dagar efter att Neptunus upptäckts.

### Innan Voyager
Jordbaserade observationer av Neptunus innan Voyager 2:s färd var svåra på grund av det stora avståndet till jorden och solen. Planetens atmosfär och dess månar har endast en ljusstyrka på 0,1 procent av jorden även under bra förhållanden. Man kunde dock se detaljer i Neptunus atmosfär som var större än en tiondel av Neptunus diameter. Astronomerna koncentrerade sig istället på att fastställa Neptunus diameter, massa, densitet och banparametrar samt att söka efter månar.
Spektroskopiska observationer från jorden avslöjade närvaron av väte och metan i planetens atmosfär. I likhet med de andra gasjättarna, fann man även helium. Infraröda och visuella observationer avslöjade att Neptunus hade en inre värmekälla.

### Voyager 2
Den enda rymdsond som passerat Neptunus är Voyager 2. Den passerade förbi planeten den 27 augusti 1989. Eftersom detta var den sista stora planeten Voyager skulle passera så valde man att göra en förbiflygning av Triton, likt den förbiflygning Voyager 1 gjorde vid Saturnus och dess måne Titan. Under förbifarten upptäcktes sex nya månar och ett ringsystem. Den ena av dessa månar, Proteus, är den näst tyngsta av Neptunus månar. Trots det är dess vikt bara en procent av Tritons.
Eftersom detta var den sista planeten som Voyager 2 skulle passera, så tog man risken att flyga närmare än någon av de andra tre planeterna den passerat, på 5 000 kilometers avstånd ovanför planetens nordpol. Några timmar senare passerade den Triton på 40 000 kilometers avstånd, vilket gjorde att man kunde ta högupplösta bilder av månens varierande yta och göra precisa mätningar av dess radie och yttemperatur.

### Efter Voyager
I mitten av 1990-talet kunde Hubbleteleskopet ta bilder och annan data av Neptunus. Det infraröda rymdteleskopet Spitzerteleskopet lyckades också fotografera Neptunus med mycket högre upplösning än det varit möjligt från jorden.

### Framtid
Neptune Orbiter var en föreslagen rymdsond från NASA, vars uppdrag var att utforska Neptunus. Den skulle skjutits upp 2016 och resan till Neptunus skulle ta mellan åtta och tolv år. Dess huvuduppdrag skulle varit att studera Neptunus atmosfär och väder, dess ringsystem och dess månar, speciellt Triton.